# シェンコック
シェンコック（Xiengkok）は、ラオスのルアンナムター県にある村。

## 概要
メコン川をはさんでミャンマーと対峙する国境の町。小売店が数軒点在するばかりのいたって静かな町で、メコンには急流を縫って中国からの貨物船が多く往来する。町は人通りも往来も少なく、素朴な雰囲気を残す。簡素なレストランと店舗が点在し、少数民族の衣装をまとった人たちが見られる。約300人の村民が住むが、うち約60人が中国人だという。中国人の多くは、中国よりは儲かるという話を聞き、移住したものの、全く儲からず帰国するものも多いらしい。宿泊施設はメコン川沿いの高台にコテージ風の安宿が存在し、コテージからは常時ミャンマーが見える。メコンは物流と交通の要綱となっており、日本製の中古車から取り外した250馬力ほどエンジンを取り付け、凄まじい速度と騒音で行き交う小舟（パワーボート）がひっきりなしに往復する。

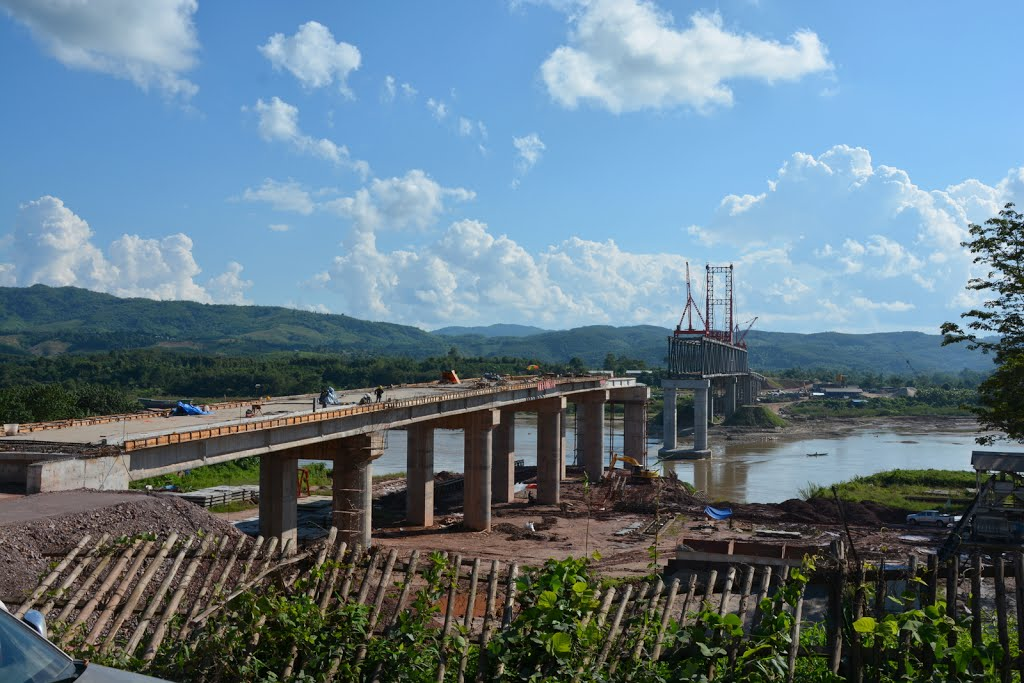
ラオスとミャンマーの外交樹立60周年を記念して国境橋「ラオス＝ミャンマー友好橋」が完成。

2015年5月9日には、ラオスとミャンマーの外交樹立60周年を記念して国境橋「ラオス＝ミャンマー友好橋」が完成。全長700mの2車線で、シェンコックとミャンマー北東部のシェンラップ間を結ぶ。橋の開通で物流や貿易がさらに盛んになった。2015年6月現在、ラオス人とミャンマー人以外は通行できない。

## アカ族
近くにはアカ族の村（ブンサイマイ村）があり、エンジンボートでのみ訪問が可能。24世帯に100人ほどが暮らす。高床式の住宅でところどころに囲いがあるが、農作物を動物から守る目的である。家畜はすべて放し飼いである。村民の名前は、「アッコウ」「アドゥ」などすべて「ア」から始まる。主食はタケノコ。アカ族はもともとはチベットの高地に住んでいたものが、次第にインドシナ半島を南下したといわれる。農業と牧畜が主な産業。女は食事の後に粘土を固めて乾燥させた土を食べる習慣がある。また、既婚女性は胸をはだけて過ごす習慣がある。アカ家族はもともとはさらに山奥に住んでいたが、政府の指導でこの地に移住した。

## 交通
ムアンシンから、ムアンローン（Muang Long）行きバスでムアンローンでシェンコック行きに乗り換える。ムアンローンまでが2時間（30,000kip）。ムアンローンからシェンコックまでは1時間（20,000kip）。全行程3時間。

## その他
椎名誠の『メコン・黄金水道をゆく』（P31-）に詳しく紹介されている。